# Islandsfår

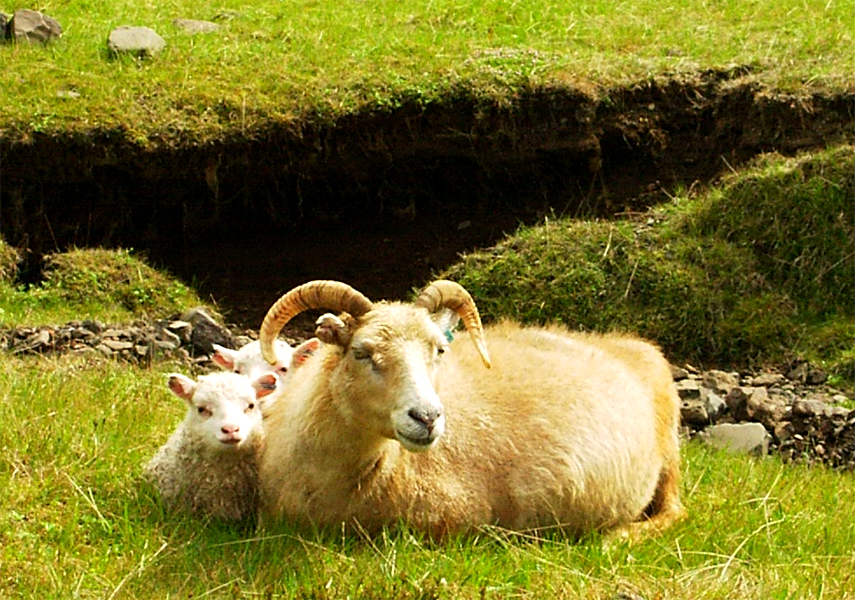
Ett isländskt får

Islandsfåret är ett härdigt tamfår som tillhör gruppen kortsvansfår. Fåret har ganska korta ben. Benen och ansiktet är ullfria. Båda könen bär horn. Pälsen kan vara vit, brun, grå och svart. En tacka väger ungefär 68 kilogram och baggarna väger ungefär 80 kilo. Det som gör islandsfåret lite speciellt är den så kallade Thoka-genen. Den gör att tackorna kan få fyrlingar, femlingar och till och med sexlingar. 

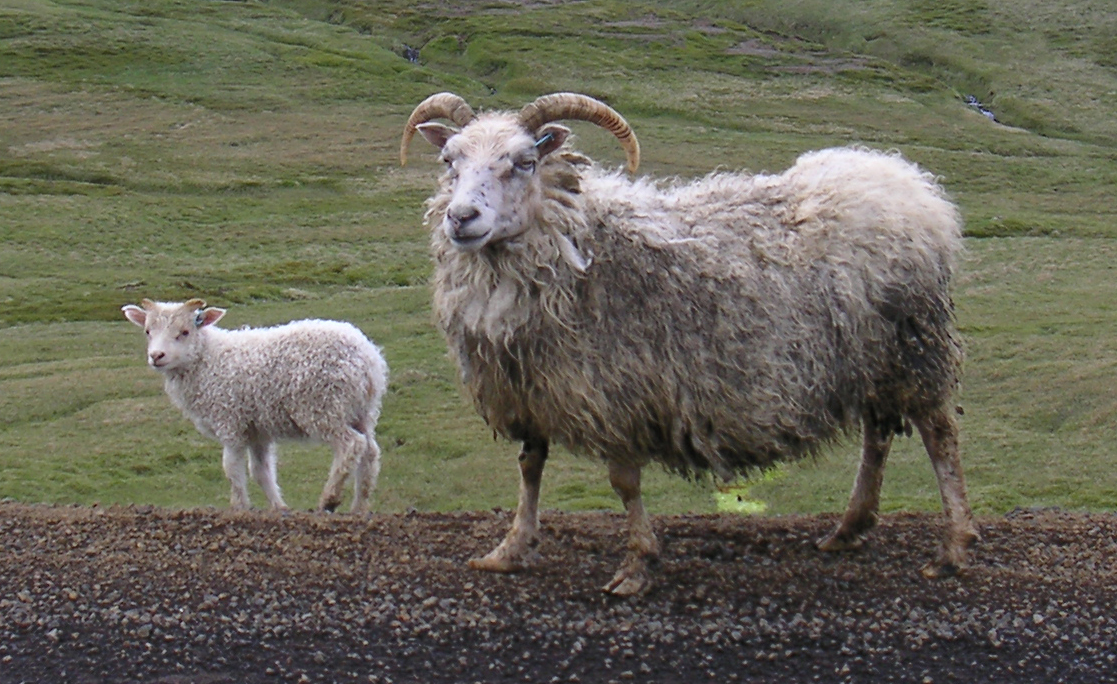
Lamm och tacka

Det isländska fåret används nästan uteslutande för köttets skull. Man uppskattar att det finns runt 500 000 isländska får.

## Mjölk
Fram till 1940-talet producerade fåren det mesta av den mjölk som användes på Island.
Efter sina två första veckor i livet avvandes lammen från att dia. Sedan mjölkades tackorna dagligen under de följande 6 veckorna. Mjölken användes direkt, eller användes till smör och till den isländska mjölkprodukten skyr.
Numera mjölkas inte fåren, utan istället går deras mjölk helt och hållet till lammen. Lammuppfödningen har ökat genom att höskörden blivit mer och mer mekaniserad, och därmed lett till mer foder.